# ابن الحلاوي
ابن الحلاوي (603 هـ- 656 هـ)، كان شاعراً بأواخر حكم الدولة العباسية، اسمه شرف الدين أبو الطيب أحمد بن محمد بن أبي الوفاء بن أبي الخطاب بن محمد بن الهزبر الربعي الموصلي الجندي بن الحلاوي .
وكان من ملاح الموصل ، وخدم جنديا ، وكان ذا لطف وظرف وحسن عشرة وخفة روح . 
يقول الإمام الذهبي : أنبأني الدمياطي أنه سمعه يقول لنفسه :

منها : 